# Алън Бейтс
Сър Алън Бейтс (на английски: Sir Alan Bates) е британски филмов, театрален и телевизионен актьор, роден през 1934 година, починал през 2003 година. 
Бейтс е сред най-популярните английски актьори в златните години на британското кино през 1960-те и 1970-те. Най-известна остава ролята му в класиката „Зорба гъркът“ (1964), където си партнира с Антъни Куин. Сред останалите му възлови участия са „Начин да се обичаме“ (1962) и „Далеч от безумната тълпа“ (1967) на Джон Шлезинджър, „Момичето Джорджи“ (1966) на Силвио Наризано, „The Fixer“ (1968) на Джон Франкенхаймър, „Влюбени жени“ (1969) на Кен Ръсел, „Розата“ (1979) на Марк Райдел и адаптацията на шекспировия „Хамлет“ (1990) на режисьора Франко Дзефирели.
За изпълнението си в биографичната драма „The Fixer“, Бейтс е номиниран за награда „Оскар“ за най-добра главна мъжка роля. Три пъти е номиниран за престижния приз „Златен глобус“. Многократно е номиниран за награда на БАФТА, печелейки отличието за изпълнението си в телевизионния филм „Англичанин в чужбина“ (1983) на Джон Шлезинджър.

## Биография
Роден е като Алън Артър Бейтс на 17 февруари 1934 година в северните предградия на Дарби, Англия. Той е най-големият от трима синове на Флорънс Мери – домакиня и пианистка и Харолд Артър Бейтс – застрахователен брокер и челист. Двамата родители са музиканти аматьори и вследствие го насърчават да преследва музикална кариера, но малкият Алън е направил своя избор и бива изпратен на частни уроци по драма. По това време той посещава училището „Herbert Strutt Grammar School“ в градчето Белпър, Дарбишър. След завършване на училище Бейтс печели стипендия за Кралската академия за драматично изкуство в Лондон, където се обучава заедно с бъдещи звезди като Албърт Фини и Питър О'Тул.
Сценичния си дебют Алън Бейтс прави през 1955 година в постановка в Ковънтри на пиесата „Ти и твоята съпруга“. Дебютът на сцена на лондонския Уест Енд Бейтс прави през следващата 1956 година, като Клиф в пиесата „Обърни се с гняв назад“ на драматурга Джон Озбърн. Тази роля извежда името му на преден план и го прави популярен. Същата роля той изиграва по-късно и на Бродуей, както и за британската телевизия ITV.

## Частична филмография
| година | филм                     | оригинално заглавие        | роля               | бележки                                                                                                |
| ------ | ------------------------ | -------------------------- | ------------------ | --- |
| 1961   | Whistle Down the Wind    | Whistle Down the Wind      | мъжът              | |
| 1962   | Начин да се обичаме      | A Kind of Loving           | Виктор Артър Браун | - номинация за БАФТА за най-добър британски актьор                                                     |
| 1963   | Беглецът                 | The Running Man            | Стивън             | |
| 1964   | Зорба гъркът             | Zorba the Greek            | Базил              | |
| 1966   | Момичето Джорджи         | Georgy Girl                | Джос Джоунс        | - номинация за „Златен глобус“ за най-добър актьор в мюзикъл или комедия                               |
| 1967   | Далеч от безумната тълпа | Far from the Madding Crowd | Гейбриъл Оак       | - номинация за „Златен глобус“ за най-добър актьор в драма                                             |
| 1968   | The Fixer                | The Fixer                  | Яков Бок           | - номинация за „Оскар“ за главна мъжка роля - номинация за „Златен глобус“ за най-добър актьор в драма |
| 1969   | Влюбени жени             | Women in Love              | Рупърт Бъркин      | - номинация за БАФТА за най-добър актьор                                                               |
| 1970   | Посредникът              | The Go-Between             | Тед Бърджис        | |
| 1970   | Три сестри               | Three Sisters              | полковник Вершинин | |
| 1978   | Неомъжена жена           | An Unmarried Woman         | Сол                | |
| 1979   | Розата                   | The Rose                   | Ръдж Кемпбъл       | |
| 1982   | Завръщането на войника   | The Return of the Soldier  | Крис Болдри        | |
| 1983   | Англичанин в чужбина     | An Englishman Abroad       | Гай Бърджис        | - телевизионен филм - награда на БАФТА за най-добър актьор                                             |
| 1987   | Молитва за умиращия      | A Prayer for the Dying     | Джак Мийън         | |
| 1990   | Хамлет                   | Hamlet                     | Клавдий            | - номинация за БАФТА за най-добър актьор в поддържаща роля                                             |
| 2001   | Госфорд парк             | Gosford Park               | Дженингс           | |